# Джан Боздоган
Джан Боздоган (нім. Can Bozdoğan, нар. 5 квітня 2001, Кельн, Німеччина) — німецький футболіст турецького походження, центральний півзахисник клубу «Шальке 04».
На правах оренди грає у складі нідерландського клубу «Утрехт».

## Ігрова кар'єра

### Клубна
Джан Боздоган є вихованцем німецьких клубів «Кельн» та «Шальке 04». Саме у складі останнього Боздоган дебютував у матчах Бундесліги. Але закріпитися в основі Боздоган не зумів, переважно граючи в дублі команди. А влітку 2021 року відправився в оренду до кінця сезону у турецький «Бешикташ».
Після повернення з Туреччини, у липні 2022 року футболіст знову підписав орендний договір. З нідерландським «Утрехтом».

### Збірна
У 2018 році Джан Боздоган у складі юнацької збірної Німеччини  (U-17) брав уачсть у юнацькій першості Європи, що проходила на полях Англії.